# إد روجيرو
إد روجيرو (بالإنجليزية: Ed Ruggero)‏ هو مؤرخ وكاتب وجندي ومتحدث تحفيزي أمريكي، ولد في 1956.

## روابط خارجية
- إد روجيرو على موقع IMDb (الإنجليزية)